# Pseudolmedia hirtula
Pseudolmedia hirtula är en mullbärsväxtart som beskrevs av João Geraldo Kuhlmann. Pseudolmedia hirtula ingår i släktet Pseudolmedia och familjen mullbärsväxter. Inga underarter finns listade i Catalogue of Life.